# Català contemporani
El català contemporani és el català dels segles XIX, XX i XXI, dit tradicionalment de la "Renaixença", del segle XX o del segle XXI.
Particularitats: El català contemporani, continuador del català modern, és el que més ha patit la pressió de l'espanyol i el que en té més influència, tant des del punt de vista sintàctic com lèxic i, fins i tot, fonètic. Aquesta pressió es va accentuar durant el segle XX per la migració massiva procedent de regions castellanoparlants de l'Estat espanyol cap a l'àrea lingüística del català. A diferència de les anteriors onades migratòries, a partir de l'any 1939, els castellanoparlants nouvinguts en bona part van conservar l'ús social de la seva llengua o no van aprendre a usar el català, ja que es van instal·lar principalment a les conurbacions industrials i en barris de nova creació on els castellanoparlants aviat van superar en nombre els catalanoparlants. Ben segur que aquest fou un factor determinant, afegit a la prohibició i persecució del català en curs per part del règim dictatorial del general Franco, endegat a partir de l'acabament de la Guerra Civil del 1936-39, cosa que va influir ben negativament en la qualitat lingüística. La influència important i creixent del castellà provoca canvis lingüístics sobre la sintaxi i el lèxic de la llengua catalana. La realitat sociolingüística adversa en el domini lingüístic del català dins de l'Estat espanyol provoca que en molts àmbits socials i fins i tot familiars penetri el castellà, àmbits informals que sempre havien estat de clar predomini de la llengua catalana. De les dues llengües en contacte, l'espanyol és qui guanya la partida, sobretot perquè l'ús públic i oficial és imposat per llei, així com la prohibició d'usar i ensenyar el català en àmbits formals. La llarga nit franquista accentua la diglòssia en els catalanoparlants i provoca la minorització del català. Capítol a part mereixen la italianització de l'alguerès i la francesització del rossellonès.

## Literatura contemporània

### Renaixença

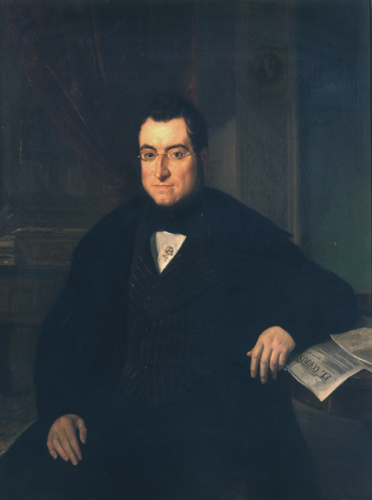
"Bonaventura Carles Aribau” (1844), oli de Joaquim Espalter i Rull (1809-1880), a la Reial Acadèmia Catalana de Belles Arts de Sant Jordi de Barcelona.

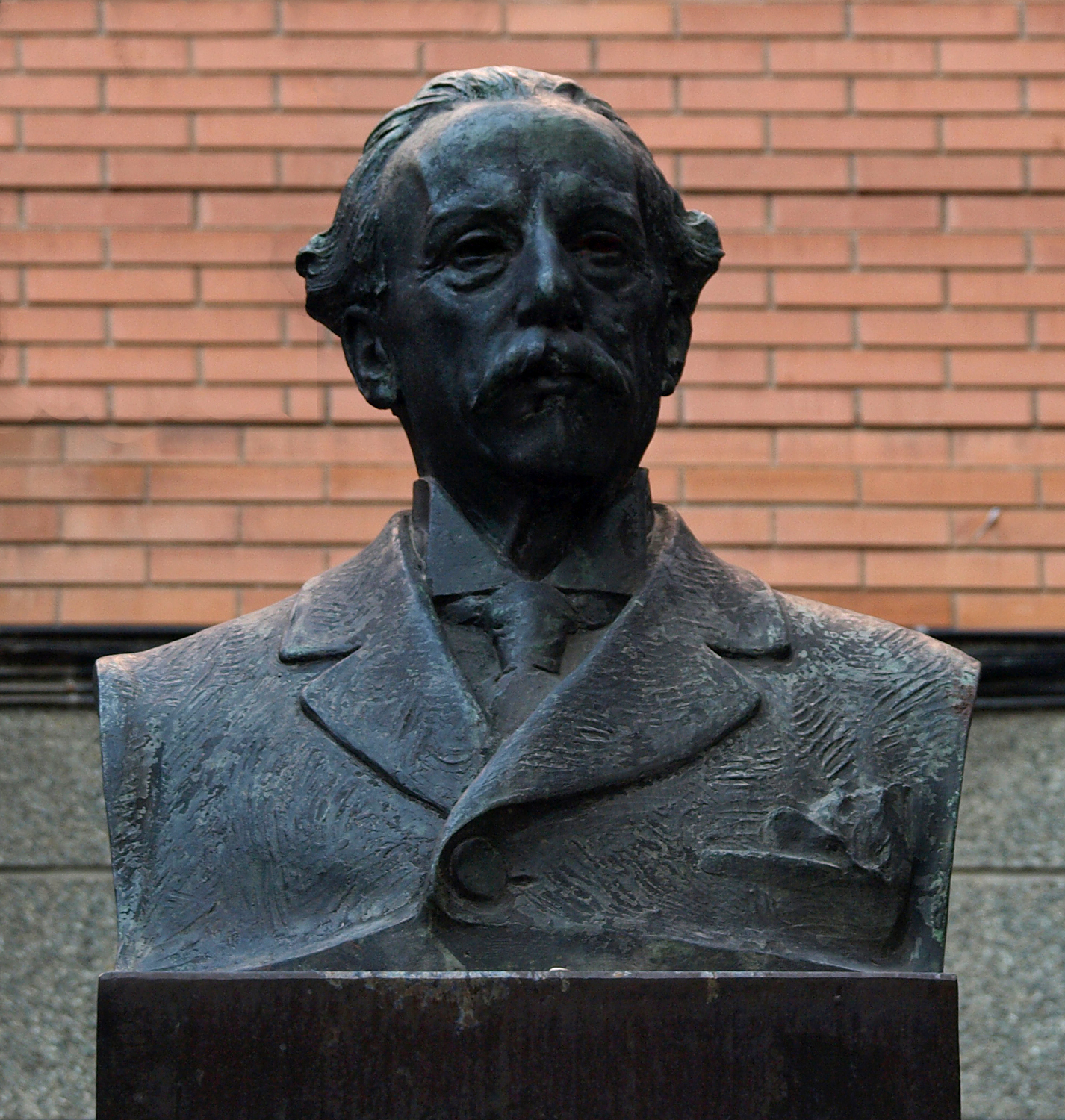
Bust del prosista Narcís Oller realitzat per Eusebi Arnau.

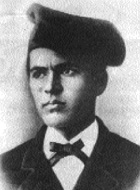
Jacint Verdaguer cap al 1865.

La Renaixença és el nom donat al gran moviment restaurador de la llengua, de la literatura i de la cultura catalanes que s'inicià al Principat a la primera meitat del segle xix i amb el qual s'obre el període contemporani de la literatura catalana. Va coincidir, més o menys, amb la segona part i esclat del romanticisme a Europa. Tot i seguir cada tendència llur camí, es produí una integració pel que respecta a l'ús de la llengua i als ideals polítics.
Se sol situar dins el període comprès entre l'aparició, l'any 1833, en el periòdic "El vapor", de La Pàtria de Bonaventura Carles Aribau i de la presentació als jocs florals del 1877 de L'Atlàntida de Jacint Verdaguer.
El 1835 es va restaurar la Universitat de Barcelona i el 1839 fou publicat el primer llibre de poesia en català, Llàgrimes de viudesa, de Miquel Anton Martí. A les revistes i diaris de Barcelona, mentrestant, anaven sortint composicions catalanes, tot i que la primera revista escrita íntegrament en català, «Lo Vertader Català», no aparegué fins al 1843.
En els seus inicis, la consciència de la Renaixença serà potenciada per la recuperació de la pròpia història, pel poder creixent de la burgesia liberal (sobretot la de Barcelona), per ser decididament liberal i romàntica, per utilitzar amb una relativa normalitat la pròpia llengua i, a més, amb una producció literària seriosa i perseverant. En foren els membres més destacats: Marià Aguiló i Fuster, Joan Cortada, Manuel Milà i Fontanals, Pau Piferrer i Joaquim Rubió i Ors.
A la segona meitat del segle xix, el redreçament és cada vegada més clar ajudat per algunes institucions com l'Acadèmia de Bones Lletres de Barcelona, la Universitat de Barcelona o alguns sectors de l'Església (que representen Jaume Collell i Torras i Bages).
Pel que fa a la llengua, es promouen els instruments culturals més urgents i bàsics com gramàtiques i diccionaris. Es creen els seus propis mites polítics (Jaume I o Felip V) i literaris (els trobadors) i estén la seva projecció més enllà de l'erudició i la lírica en un intent de catalanitzar d'altres camps com la filosofia, la ciència, l'art o el dret.
El 1859 es van fundar els Jocs Florals que van significar una gran projecció popular. Aquesta fundació era estèticament i ideològicament conservadora, però idiomàticament i socialment va ajudar a difondre la cultura dins els medis populars, sobretot rurals, i la situació canvià radicalment. Comptaren amb el prestigi d'un reconeixement públic notable, i si bé començaren a Barcelona, foren reproduïts en molts altres indrets del país i prengueren el caràcter d'òrgan suprem de la Renaixença. Va ajudar a fer sorgir un nombre molt considerable d'autors, molt sovint procedents de la petita burgesia urbana i dedicats gairebé exclusivament a la poesia, entre els que en foren els capdavanters Antoni de Bofarull i Víctor Balaguer.
Fruit d'un caràcter més aviat conservador, el moviment, per altra banda, quasi no afectà la literatura popular que s'havia anat produint en català gairebé sense interrupció en tot el període de la decadència. Més aviat fou vist amb recel pels seus autors (Abdó Terrades, Anselm Clavé o Frederic Soler).
El 1862, s'instaura el primer premi dedicat a la narrativa als Jocs Florals, resultant guanyadora la novel·la L'orfeneta de Menargues, d'Antoni de Bofarull. El teatre no formà part dels Jocs fins al 1865 amb l'estrena del primer drama en català: Tal faràs, tal trobaràs, d'Eduard Vidal i de Valenciano. La poesia culta, en canvi, fou editada en català des de 1839, però el seu procés es va coronar amb el prestigi del poema èpic L'Atlàntida, de Jacint Verdaguer, publicat el 1878.

### El tombant de segle: Modernisme i Noucentisme

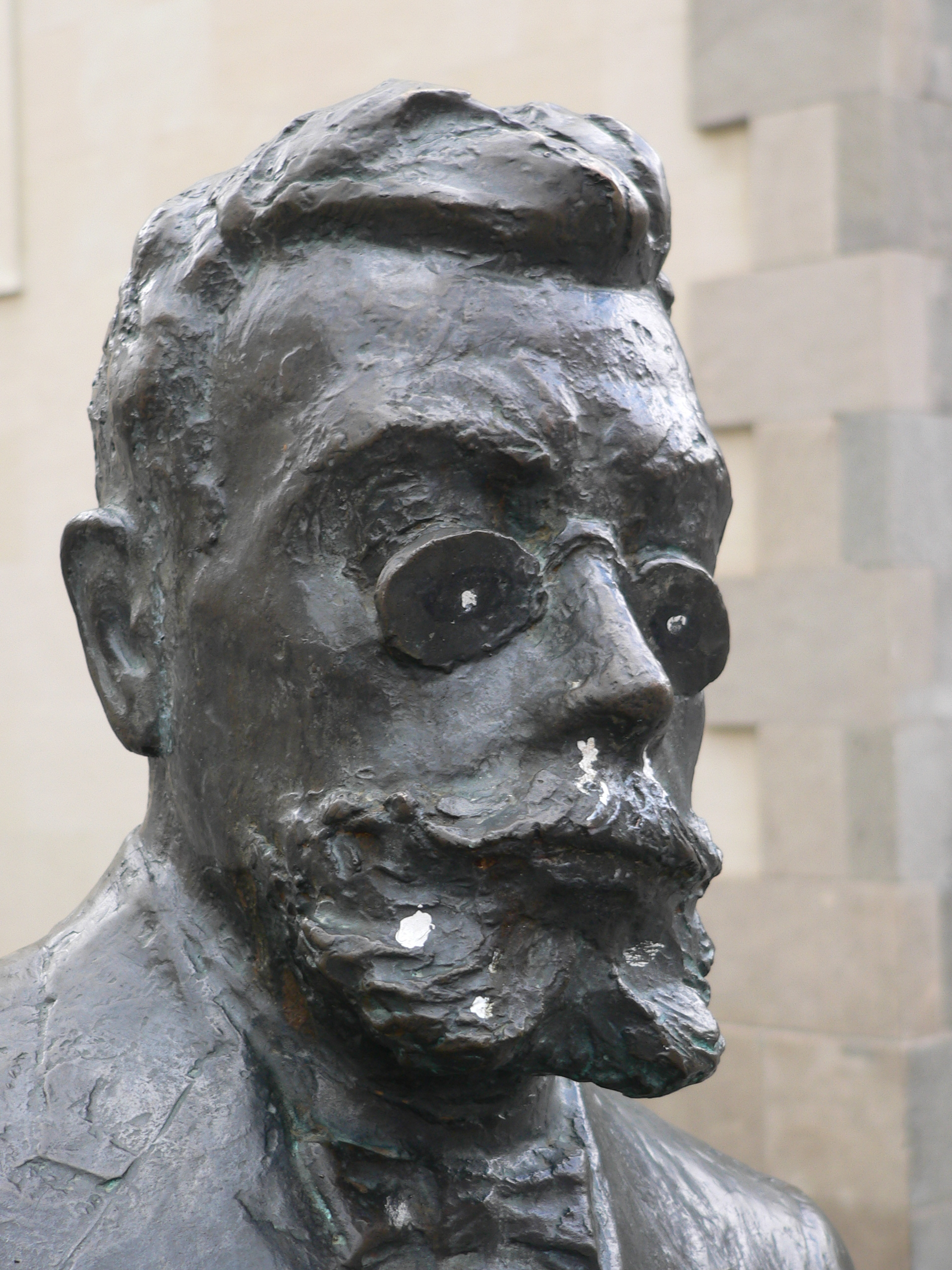
Àngel Guimerà

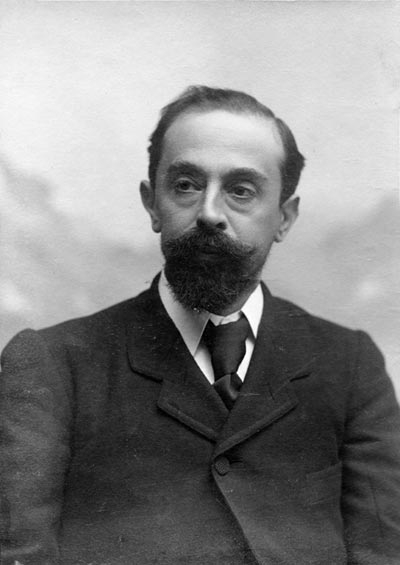
Joan Maragall

A les darreries del segle xix, en contraposició a la pervivència anacrònica de les formes romàntiques a remolc, primordialment, de l'àmbit floralesc, s'endegà un procés de renovació artística que abastà el conjunt de totes les modalitats artístiques (especialment l'arquitectura i la literatura). En aquest sentit, cal al·ludir a la rellevància de la tasca realitzada pel grup de L'Avenç, publicació per la qual, entre el 1881 i el 1893, circulà en gran manera la càrrega ideològica del modernisme.
La renovació tetral arribà de la mà d'Adrià Gual, i assolí nivells qualitatius destacables mercès la dedicació que autors com Santiago Rusiñol (proper als corrents esteticistes), Ignasi Iglésias o Joan Puig i Ferreter (ambdós partidaris d'una funcionalitat social adscrita a la importància estètica de llurs obres) concediren a sengles confeccions teatrals.
Quant a la narrativa, la prosa modernista restà profusament influïda per la temàtica rural; el paisatge, constituent ineludible en tals obres, institueix una força inexorable a la qual hom assigna valors empírics que repercuteixen en el personatge, un individu idealista i solitari que és incomprès pels habitants primitius i endarrerits d'un món rural presentat de mode negatiu. La narrativa modernista infantà obres de gran nivell; mereixen especial esment Raimon Casellas, Víctor Català, (autora d'obres com Solitud o Drames rurals), Joaquim Ruyra, Prudenci Bertrana, Josep Pous i Pagès i l'anteriorment apuntat Joan Puig i Ferreter (autor de l'obra teatral anomenada Aigües encantades).
En l'àmbit poètic, el procés d'innovació restà indestriablement lligat a la trajectòria de Joan Maragall, poeta burgès compromès amb l'evolució social que, malgrat compondre una poesia retòrica, propugnà la seva "teoria de la paraula viva", defensant l'espontaneïtat i el sentimentalisme del poeta. Altrament, cal esmentar l'obra d'Apel·les Mestres, important precedent del Modernisme, a més a més de les trajectòries de Guillem Tell i Lafont i Jeroni Zanné, poetes que denotaren certa dilecció devers el classicisme, adjacents certament a la gleva d'autors noucentistes.
En oposició a la ideologia liberal del Modernisme s'engendrà el Noucentisme, un ambiciós moviment de premises conservadores amb pretensions polítiques i administratives (relacionat amb la Lliga Regionalista d'Enric Prat de la Riba), que regí el panorama cultural català de principis de segle (1906-1923). Els noucentistes predicaven l'obra ben feta, establint com a models literaris els clàssics grecs i llatins. En aquest sentit, cal al·ludir a l'obra de Miquel Costa i Llobera i Joan Alcover, poetes pertanyents a l'Escola Mallorquina, que desenvoluparen llur obra paral·lelament a l'apogeu del Modernisme, si bé plantejaren una concepció de la literatura certament antagònica relativament a aquests, constituint, en conseqüència, un rellevant precedent per al tractat moviment.
La poesia fou l'art més conreat pels noucentistes; les obres d'autors com Josep Carner, Guerau de Liost, Josep Maria López-Picó o Maria Antònia Salvà ho acrediten clarament. Llur treball restà presidit per la recerca retòrica i la ufanor del llenguatge; oposada a la poètica modernista, la poesia noucentista treballà, primordialment, l'àmbit retòric i formal de l'escrit.
Eugeni d'Ors constitueix un personatge transcendental dins del moviment estudiat. Ideòleg consumat, compongué narrativa breu i certes novel·les. Del conjunt de la seva obra mereixen esment significatiu les Gloses, publicades al diari La Veu de Catalunya del 1906 ençà. Ensems, cal situar l'esforç i el treball confegit a càrrec de la secció filològica de l'Institut d'Estudis Catalans, amb les figures de Pompeu Fabra i Antoni Maria Alcover al capdavant, quant al procés de normativització lingüística es refereix.

### Literatura catalana durant el franquisme

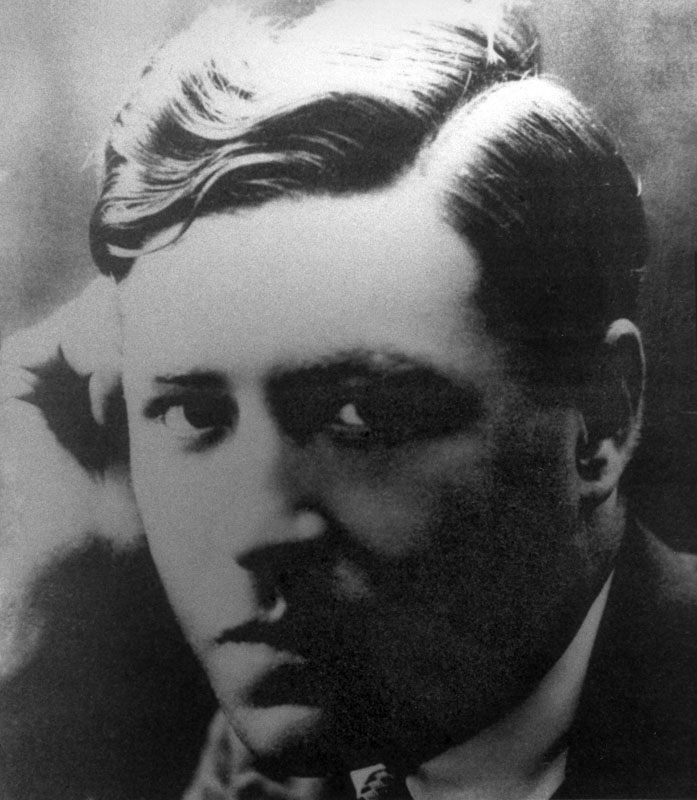
Josep Pla a 20 anys.

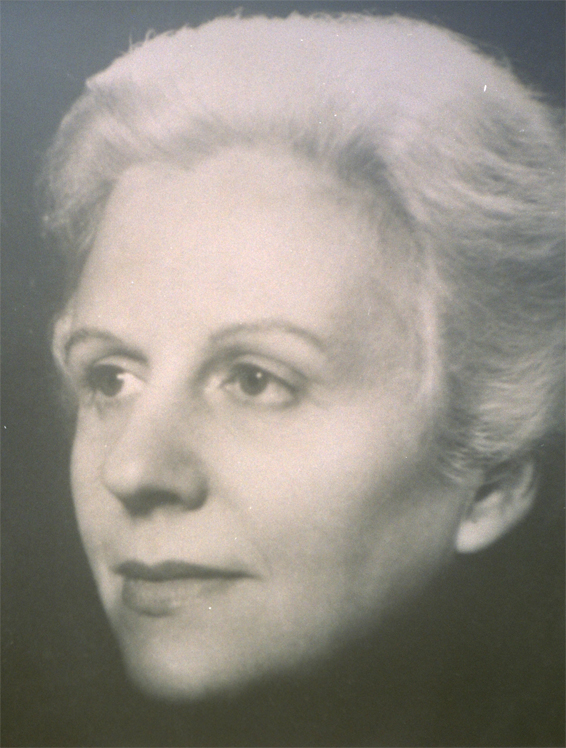
Mercè Rodoreda

L'abolició de l'Estatut d'Autonomia de Catalunya l'any 1938 significà l'inici d'un llarg procés d'espanyolització que intentà posar fi a tota manifestació explícita de la cultura catalana. D'aquesta manera, davant la impossibilitat de manifestar-se en la pròpia llengua, els intel·lectuals catalans optaren per claudicar ideològicament i lingüísticament, continuaren actuant de manera clandestina o bé acabaren exiliant-se.
Els intel·lectuals que decidiren claudicar ideològicament i lingüísticament van haver de decantar-se per una literatura d'expressió espanyola, amb manifestacions derivades de la ideologia dominant, o bé intentant adaptar idees pròpies de la cultura catalana d'abans de la guerra (aquest és el cas de Joan Ramon Masoliver, avantguardista durant els anys 20, que creà la col·lecció “Poesía en la Mano”).
Malgrat això, restaren a Catalunya altres intel·lectuals que es negaren a trencar definitivament amb la llengua i la cultura autòctones. Fou el cas d'aquells que optaren per l'exili interior, és a dir, per actuar en la clandestinitat. S'organitzaren tertúlies literàries, reunions culturals, lectures poètiques, cursos de cultura catalana, etc. amb l'objectiu d'arribar a la joventut i formar així nous escriptors capaços d'evitar el trencament amb la cultura i la llengua catalanes. Tots aquests actes eren celebrats, però, en cercles privats i davant un públic reduït i selecte. També van començar a publicar-se una sèrie de revistes de vital importància, algunes de les quals foren “Poesia” (1944-1945), “Ariel”(1946-1951) i “Dau al Set”(1948-1955). La primera, creada per Palau i Fabre, era de caràcter avantguardista, perquè a més d'un compromís amb la llengua tenia també un clar compromís poètic. La segona, “Ariel”, fou ideada per Palau i Fabre, Josep Romeu, Miquel Tarradell, Joan Triadú i Frederic-Pau Verrié. El seu antecedent més clar era "Poesia", i encara que no tenia un programa ideològic totalment unificat, sobrevisqué gràcies a la voluntat comuna de recuperar determinats valors del passat. Es negaren a lamentar-se pel genocidi cultural i d'aquí en sorgí el desig de no aturar-se en el ressentiment i traduir-lo en acció. Volien demostrar que no hi havia hagut ruptura amb el passat, i ho feren recuperant estratègies pedagògiques de la tradició noucentista encarades al futur. És en aquesta revista on podem entreveure clarament les dues tendències del moment: d'una banda, la tendència que defensava el classicisme com a base de la nostra cultura i com a model a seguir; de l'altra, la tendència més avantguardista que defensava l'art modern (Baudelaire, Rimbaud, Mallarmé, etc.). Això no obstant, tant “Poesia” com “Ariel” van saber innovar sense deixar mai de banda la tradició anterior. En darrer lloc, la revista “Dau al Set” va comptar amb la col·laboració d'artistes com Modest Cuixart, Joan Ponç, Antoni Tàpies, Joan Josep Tharrats, Arnau Puig Grau i Joan Brossa que tenien com a objectiu comú connectar amb la tradició avantguardista anterior a 1936, especialment amb el surrealisme.
La majoria dels intel·lectuals catalans que marxaren a l'exili s'establiren a França, excepte aquells que van poder evitar la invasió alemanya marxant a Amèrica, Mèxic i Veneçuela. Tot i haver de renunciar a la pròpia llengua, aquests catalans van poder inserir-se en una infraestructura cultural que els permeté treballar com a professionals en diferents camps (periodisme, món editorial, arts gràfiques). I si alguna cosa tenien en comú aquests exiliats amb els intel·lectuals que s'havien quedat a Catalunya treballant en la clandestinitat, era la voluntat de donar continuïtat a la llengua i la tradició literària catalanes. D'aquesta manera, i malgrat les penúries que hagueren de patir els qui marxaren a l'exili, de seguida sorgiren iniciatives per a dur a terme aquesta continuïtat. L'any 1939 ja es començaren a editar llibres i revistes en català, com per exemple la revista “Catalunya”, editada amb l'objectiu de continuar l'obra dels escriptors catalans. “Ressorgiment” i “Germanor” són algunes de les altres revistes que també publicaren a l'exili els intel·lectuals catalans. Amb la mateixa voluntat de continuïtat lingüística i cultural cal destacar també el manteniment dels Jocs Florals de la Llengua Catalana entre 1941 i 1945.
En conclusió podem dir que, a partir de l'any 1939, els intel·lectuals catalans que es mostren reticents al nou ordre polític posen en marxa, ja sigui des de l'exili o des de la clandestinitat, diferents iniciatives amb una única voluntat comuna: la continuïtat cultural i lingüística.
Autors com Josep Carner, Joan Salvat-Papasseit, Carles Riba, J.V. Foix, Salvador Espriu, Joan Oliver "Pere Quart", Josep Maria de Sagarra, Josep Pla, Mercè Rodoreda, Llorenç Villalonga, Pere Calders, Gabriel Ferrater, Manuel de Pedrolo, Joan Brossa, Jesús Moncada, Quim Monzó, Miquel Martí i Pol han estat alguns dels més reconeguts arreu, amb diferents edicions i traduccions a altres llengües. A principis del segle xxi la producció de llibres en català és important tant en quantitat com en qualitat, com a autors de la talla de Julià de Jòdar, Enric Sòria, Jaume Cabré, Núria Perpinyà i Feliu Formosa entre molts altres.

## Història

### Catalunya alseglexix

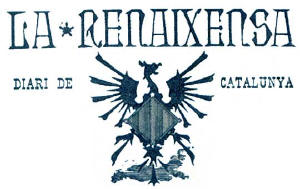
La capçalera de La Renaixensa fou dissenyada per Lluís Domènech i Montaner el 1880. Conjuga l'escut de Catalunya amb l'au Fènix.

En la primera meitat del segle xix, la realitat sociolingüística de la catalanofonia és semblant a la del segle anterior. La nova classe burgesa manté les mateixes actituds que l'aristocràcia: l'adopció del castellà i el bandejament de la tradició catalana. Tot plegat accentua el bilingüisme diglòssic.
A partir, però, de la segona meitat del segle, es produeix un canvi molt important en el comportament del poble català envers el seu idioma. Les bases d'aquest canvi es palesen en el naixement d'un moviment literari renovador, la Renaixença catalana, i en l'aparició del catalanisme polític, que s'enfrontarà amb el centralisme de Madrid. Especial importància tingué el canvi d'actitud de la burgesia, que acabà fent-se seves aquestes reivindicacions catalanistes.

### La Renaixença

#### Llengua i ideologia
La Renaixença catalana és un moviment literari estrictament del Principat. Podem considerar que neix el 1833 amb la publicació de l'Oda a la Pàtria de Bonaventura Carles Aribau, i arriba al punt més alt el 1877, en què Jacint Verdaguer i Àngel Guimerà triomfen als Jocs Florals.

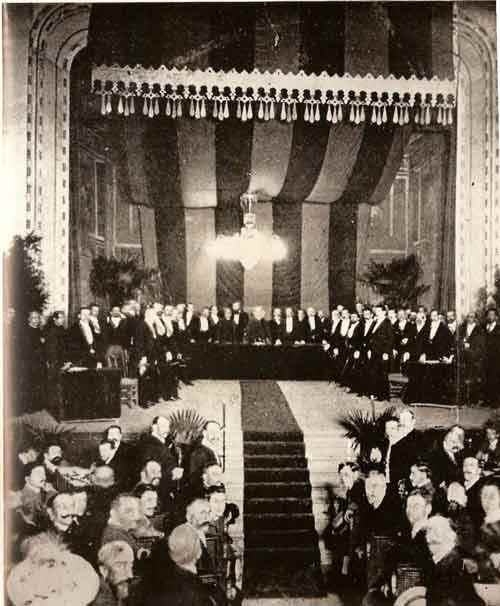
Inauguració del Primer Congrés Internacional de la Llengua Catalana

La Renaixença és un moviment gestat per la burgesia i que té molts punts en contacte amb el romanticisme que neix durant el segle xix, sobretot a Alemanya i Anglaterra. Els romàntics europeus reivindicaran les cultures nacionals i el retorn a l'esplendor de l'edat mitjana. Així doncs, per una banda s'intenta reconstruir l'època de màxima esplendor nacional a partir de la divulgació de clàssics i de la literatura popular, alhora que s'intenta normalitzar i normativitzar la llengua, entesa novament com el principal vehicle aglutinador del país.

#### La literatura
Els Jocs Florals desvetllaran la inquietud per l'ús i per l'estat en què es troba la llengua catalana. Fruit d'aquest renovat interès, comencen a sorgir grans autors en els diferents gèneres. En poesia, destaca Jacint Verdaguer, autor de l'Atlàntida; en teatre Àngel Guimerà i Frederic Soler (Pitarra), i la novel·la, pràcticament morta d'ençà el segle xv, ressorgí amb L'orfeneta de Menargues (1862) i sobretot amb Narcís Oller.

#### Estudis sobre la llengua
Tot al llarg del segle xix, l'interès per la llengua farà que augmenti considerablement el nombre d'estudis. A l'hora de buscar un model de llengua, sorgiren dues tendències lingüístiques irreconciliables: la d'aquells que propugnaven un català "acadèmic" (un català arcaïtzant allunyat de la llengua empobrida i castellanitzada del moment) i la d'aquells que defensaven "el català que ara es parla" (el català habitual de la gent del poble, encara que tingués castellanismes).
La premsa va tenir un paper molt important en la difusió de les polèmiques de normativització del català, sobretot la revista L'Avenç. Es proposaven acabar amb l'anarquia ortogràfica i elaborar un bon diccionari, unificar els dos models de llengua (el culte i el popular) i depurar el lèxic, ple de barbarismes. En aquesta reforma ortogràfica, tingué una importància cabdal Pompeu Fabra, autor el 1891 d'un Ensayo de gramática del catalán moderno, que serví per a posar les bases de la codificació lingüística que realitzà l'Institut d'Estudis Catalans l'any 1913, amb la publicació de les Normes ortogràfiques.

### Normativització de la llengua catalana
A principis del segle xx, el català era la llengua majoritària a quasi tota l'àrea lingüística, però no se n'havia establert encara una varietat estàndard comuna ni unes normes ortogràfiques. Enric Prat de la Riba, president de la Mancomunitat (precedent de l'actual Generalitat de Catalunya) era conscient que "de la cultura catalana l'estat no se'n preocupa i les diputacions hem de suplir aquesta deficiència de l'estat fomentant el conreu i perfeccionament de la llengua".
En aquest sentit, quan va crear l'IEC (Institut d'Estudis Catalans) el 1907 va fer dos encàrrecs molt importants a la Secció Filològica, liderada per Pompeu Fabra: sistematitzar unes regles d'escriptura i fer del català una llengua apta per als usos formals i l'ús científic. Els objectius es van explicitar durant la constitució de l'IEC: "el restabliment i l'organització de tot el que es refereix a la cultura genuïnament catalana" i "la investigació científica de tots els elements de la cultura catalana". L'IEC va publicar les Normes ortogràfiques el 1913 per convertir el català en una llengua apta per a tots els usos formals. Immediatament es van generar grans i durs debats sobre algunes de les decisions ortogràfiques preses (el més aferrissat fou el d'escriure els plurals -es i no -as), però de mica en mica les normes proposades s'anaren acceptant: La Mancomunitat va adoptar de seguida el català de Fabra i va promocionar-ne les obres: totes les seves institucions l'adoptaren com a llengua vehicular, des de les diverses escoles d'educació professional fins a les escoles de primària.
El 1916 la Mancomunitat de Catalunya va enviar una petició formal als organismes de l'Estat espanyol per reconèixer la llengua catalana com a cooficial. La proposta va provocar queixes i pressions de la Real Academia Española, fins que el llavors president espanyol, el comte de Romanones, va declarar que mai donaria aquest reconeixement al català, perquè es feia servir com a emblema polític.
A partir de l'any 1931, la Generalitat republicana en gran part va continuar i va ampliar la política educativa de la Mancomunitat de Catalunya. Tingué moltes dificultats financeres i la cessió de competències no es va acabar mai de fer. En general, aquest període va constituir un assaig i una lliçó històrica per a la posterior recuperació de la Generalitat de Catalunya a partir del 1978.

### La dictadura franquista
La victòria del dictador Franco en la Guerra Civil del 1936-1939 va significar la repressió de qualsevol signe de catalanitat. Van ser abolits l'Estatut d'Autonomia, el Parlament de Catalunya i la Generalitat de Catalunya. Durant el període franquista (1939-1975), el català va ser objecte d'una agressió brutal i va quedar reduït a l'ús familiar. El castellà va passar a ser l'única llengua de l'escola, de l'administració i dels mitjans de comunicació. La situació es va agreujar per les grans onades immigratòries de castellanoparlants del segle xx, sobretot les dels anys 60 i 70, procedents de la resta d'Espanya, sobretot d'Andalusia i Extremadura, i que en gran part es van concentrar a l'àrea metropolitana de Barcelona. Tot això va provocar un gran retrocés de l'ús social del català i del seu coneixement, fins al punt que a Catalunya el castellà va superar al català com a llengua materna per primera vegada en la seva història. A Catalunya el factor més important del bilingüisme social és la immigració procedent de la resta d'Espanya. Hom ha calculat que, sense migracions, la població de Catalunya hauria passat d'uns 2 milions de persones el 1900 a 2,4 el 2001, en comptes dels més de 6,1 milions censats en aquesta data (i que són més de 7 el 2008); és a dir, la població sense immigració hauria estat el 39% de la real el 1980. Tant a l'interior del país com a l'exili, hi va haver diverses iniciatives (llibres, revistes, campanyes...) per tal de suplir el silenci imposat pel règim.

#### Repressió franquista
Amb la Guerra Civil van desaparèixer molts mitjans de comunicació catalans. Aquest ric entramat no es va poder recuperar amb la Transició i avui dia l'impacte és força irregular. Destaca, però, l'espectacular progressió de la llengua catalana en l'àmbit digital.
Amb l'avenç de les tropes franquistes –el 1936 van ocupar les Illes Balears, el 1938 Lleida i el 1939 la resta del Principat– es va truncar el procés de normalització i democratització cultural. La Guerra Civil va tenir greus conseqüències per a la cultura del país. El primer que feien les tropes rebels, quan irrompien a una ciutat, era cremar o convertir en pasta de paper els llibres en català de les biblioteques privades i dels editors comercials.
Aquest va ser el cas de la biblioteca de Pompeu Fabra. En altres ocasions, com va succeir amb la biblioteca de Joaquim Xirau, ocupaven l'habitatge i dispersaven els llibres. I, finalment, com li va ocórrer a Antoni Rovira i Virgili, decomissaven i traslladaven tots els documents i obres a Salamanca. Era, doncs, un odi general vers la diferència i l'objectiu era destruir el sistema de comunicació en català. Així, el diari ‘La Publicitat’ va ser bombardejat i ‘La Humanitat’ saquejada pels guanyadors –com tots els diaris–. ‘La Veu de Catalunya’ va ser intervingut pels anarquistes.
Després de la Guerra Civil, a partir del 1939, la dictadura del general Franco, amb la repressió política i lingüística, va provocar la desaparició de la premsa nacional i local en llengua catalana i el final de la radiodifusió en català. Els exiliats catalans van lluitar contra l'esvaniment del català fent publicacions en català de curt tiratge i programes de ràdio. La programació internacional en llengua catalana feta per una dotzena d'emissores d'ona curta: Ràdio Moscou, La Pirenaica, Ràdio París o BBC, entre d'altres, tot i ser sempre testimonial, durant els quaranta anys de franquisme, va tenir una gran importància per a la pervivència del català a la radiodifusió. A les dècades dels quaranta i cinquanta a Catalunya només Ràdio Girona, Ràdio Vilanova, Ràdio Tortosa, REM Ràdio Berga, Ràdio Taradell i Ràdio Popular de Figueres van fer algun programa en català, sempre de temàtica religiosa o musical.
El 1958 es va produir una certa modernització del franquisme, amb canvis socials, polítics i econòmics de signe moderat que van permetre al català tenir una mínima presència als mitjans de comunicació del país. Naixia la revista ‘Serra d'Or’ (1959). A la dècada dels seixanta, Ràdio Popular de Figueres i Ràdio Girona ja emetien una part de la programació en català. Ràdio Barcelona, a partir de la temporada 1962-63, va començar a programar una obra de teatre en català cada mes i va posar en antena diària ‘Radioscope’. Aquest programa, tot i ser presentat majoritàriament en castellà, va ser, entre altres coses, una plataforma per als cantautors catalans. Radio España de Barcelona, des de l'any 1962, va incloure en la programació l'espai ‘Què sabem de Catalunya’. El 1964, Televisió Espanyola (TVE) va fer els primers espais mensuals de teatre en català, amb el nom de ‘Teatro catalán', i Ràdio Nacional d'Espanya a Barcelona va començar a emetre ‘Evocacions catalanes'. L'any 1967, TVE va començar el programa mensual ‘Mare Nostrum’ i poc després RNE el programa ‘Paraula i pensament’.
Amb aquesta anul·lació sistemàtica de la comunicació, els franquistes van aconseguir que el català fos gairebé invisible durant prop de mig segle. Després, una Transició extremament cautelosa tampoc va solucionar dècades de silenci. Si no hagués estat per la persecució i destrucció, avui, la desapareguda empresa editora de ‘La Veu de Catalunya’ seria, en proporció, com la de l'‘ABC’. La de ‘La Humanitat’ seria com ‘El País’. Els anys de llibertat de la Transició, doncs, no van poder reconstruir el mercat, ni la indústria ni els mitjans.
| «                                                   | "A partir de la repressió, el franquisme va crear unes xarxes de complicitat en què milers de persones es van veure implicades o en van ser còmplices, de totes les maneres possibles, del vessament de sang infligit, de les persecucions efectuades, de la vida de centenars de milers de persones a les presons, als camps de concentració o als Batallons de Treballadors. En definitiva, de les formes més diverses de repressió: política, social, laboral, ideològica, i, en el cas de Catalunya, d'un intent de genocidi cultural que pretenia fer desaparèixer d'arrel la seva especifica personalitat nacional..." | » |
| — Josep Maria Solé i Sabaté i Joan Vilarroya i Font | |   |

#### Persecució del català

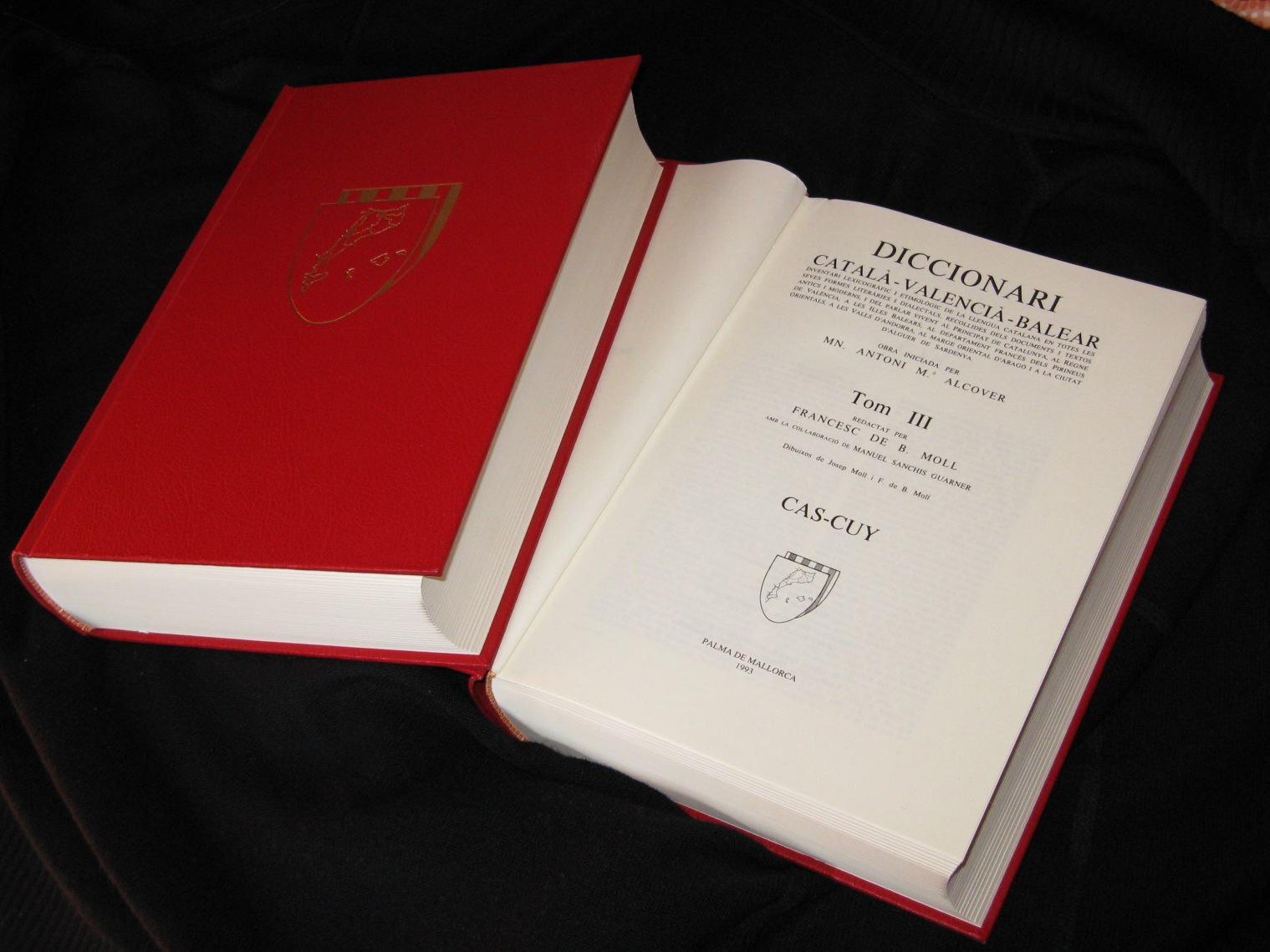
La versió impresa del Diccionari català-valencià-balear.

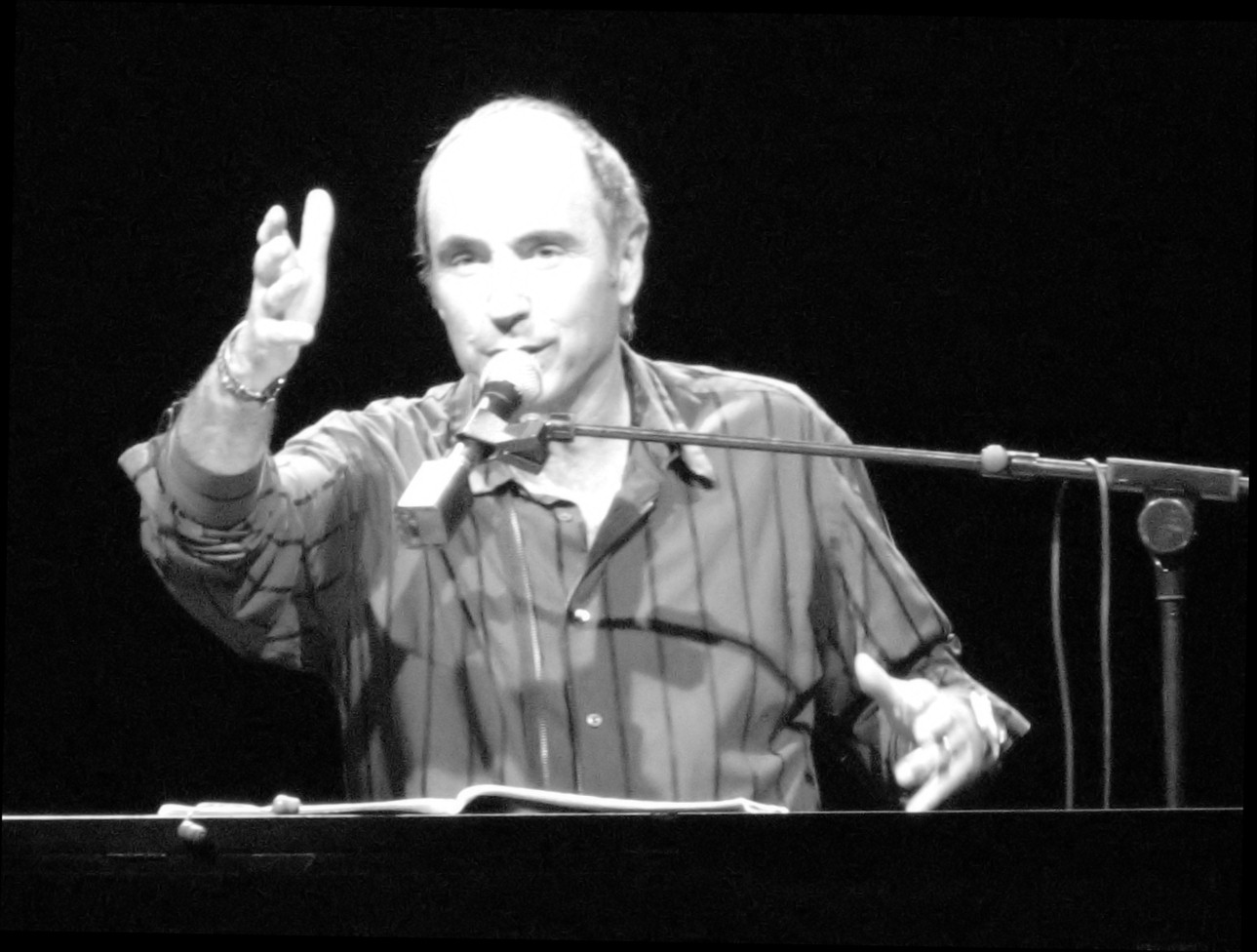
Lluís Llach durant una actuació a l'Olympia de París l'any 2006.

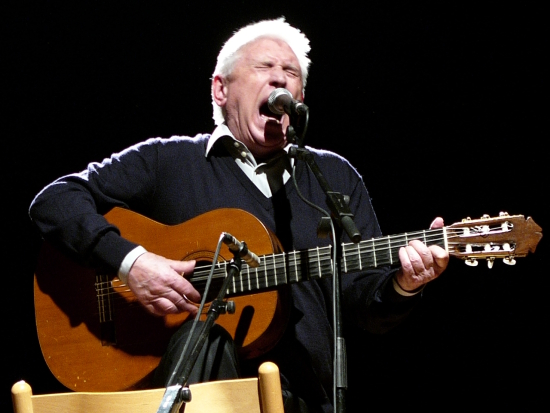
Raimon a Almussafes el 24 de febrer de 2008.

Durant el període franquista (1939-1975), el català va ser objecte d'una agressió brutal i va quedar reduït a l'ús familiar. El castellà va passar a ser l'única llengua de l'ensenyament, de l'administració i dels mitjans de comunicació. Tant a l'interior de Catalunya com a l'exili, va haver-hi diverses iniciatives com llibres (“Rosa mística” de Mossèn Geis, revistes (com "Dau al set", dirigida per Brossa) i campanyes per suplir el silenci imposat pel règim, per exemple, Pío Daví i Maria Vila realitzen campanyes de teatre vernacle, estrenant "L'hostal de la glòria", de Josep Maria de Sagarra.
En contrast amb l'ocorregut amb la immigració rebuda anteriorment en la dècada de 1920 i 1930, durant la major part de la dictadura de Franco es va propiciar l'exclusió total de l'idioma català del sistema educatiu (va ser relegat a l'esfera familiar), en el qual es van arribar a utilitzar en alguns llocs mètodes en els quals els propis alumnes havien de denunciar a l'alumne que parlés català cedint-li una bala. La llengua catalana va arribar també a prohibir-se en les làpides de les tombes en el període de postguerra. Fins a l'any 1951, Rafael Aracil, Joan Oliver i Antoni Segura han considerat que la persecució de la llengua va ser «total».
En el segon Franquisme, una certa obertura del règim va permetre un tímid canvi en la marginació de l'idioma autòcton que va donar motiu a una sèrie de passos en contra d'aquesta tendència com l'emissió el 1964 del primer programa de televisió en català per part de TVE (Teatre català). Tant la Nova Cançó (1961) —amb limitacions, com va posar de manifest la prohibició a Joan Manuel Serrat de cantar en català en el festival d'Eurovisió de 1968— com la creació el 1971 de l'Assemblea de Catalunya, en la qual s'aglutinaven les forces antifranquistes, són fenòmens que s'han considerat com a exemples del manteniment de l'ús de l'idioma català durant la dictadura. El 1970 l'última llei educativa de Franco obria la porta a l'ús de llengües diferents a l'ensenyament primari, via que seria desenvolupada per un decret 5 anys més tard. També el 1975, propera ja la defunció de Franco, un altre decret permetia l'ocupació d'altres llengües natives espanyoles als ajuntaments diferents del castellà.
Globalment, la gairebé total exclusió del català del sistema educatiu i les severes limitacions al seu ús en els mitjans de comunicació de masses durant tots aquests anys, va tenir conseqüències de llarga durada i que estarien presents anys després del final de la dictadura, com s'observa en les altes taxes d'analfabetisme en català que es dona entre les generacions escolaritzades en aquests anys: el 1996 solament un terç del tram d'edat comprès entre els 40 i els 44 anys era capaç d'escriure en català, parlat pel 67 % dels censats, xifres que descendien al 22 % dels majors de 80 anys capaços d'escriure en català amb un 65 % de parlants.
Franco va declarar l'any 1939: «La unitat nacional la volem absoluta, amb una sola llengua, el castellà i una sola personalitat, l'espanyola.»
Això va implicar una desaparició gairebé total dels llibres impresos en català fins a l'any 1946.
L'any 1941, malgrat la prohibició del català, es va reeditar il·legalment Poesies, de "Lo Gayter del Llobregat"  per commemorar el centenari de la seva publicació original, origen del moviment de la Renaixença. La seva presentació, un dels primers actes de la clandestinitat, fou feta en un homenatge al seu autor, Joaquim Rubió i Ors.
Cal destacar durant els anys següents la publicació d'una sèrie d'obres per part de tres joves escriptors: Les elegies de Bierville de Carles Riba (1943), L'aprenent de poeta (1943), de Josep Palau i Fabre, i Cementiri de Sinera, de Salvador Espriu (1946) tots ells amb edicions d'uns cent exemplars.
A partir de 1946, amb la derrota de l'Alemanya Nazi, el règim va portar a terme un rentat d'imatge, anomenada l'escletxa, que va permetre que es tornés a autoritzar l'Orfeó Català a fer teatre en català, i també la publicació de llibres en català, però només d'obres clàssiques, i prohibint les obres destinades al públic més jove per tal de restringir l'aprenentatge de la llengua escrita.
Entre elles tenim les part d'escriptors que havien tornat de l'exili durant els anys 1942-1943. Entre aquestes obres cal destacar la traducció al català de l'Odissea (1948) per Carles Riba, i la investigació dutes a terme pel pedagog Alexandre Galí amb Història de les Institucions 1900-1936, que fins i tot avui en dia són obres de referència.
El 1947 l'Institut d'Estudis Catalans va superar la censura en editar un llibre científic, amb la qual cosa quedava demostrat que el català era també un idioma de ciència.
Cal destacar el començament de la publicació el 1949 del Diccionari català-valencià-balear, fins a la seva finalització el 1962, per part del filòleg Francesc de Borja Moll, el qual va esdevenir en una campanya en els territoris de parla catalana, per defensar la unitat de la llengua i alhora que donava un missatge d'afirmació de la identitat catalana.

### Situació actual a l'Estat espanyol

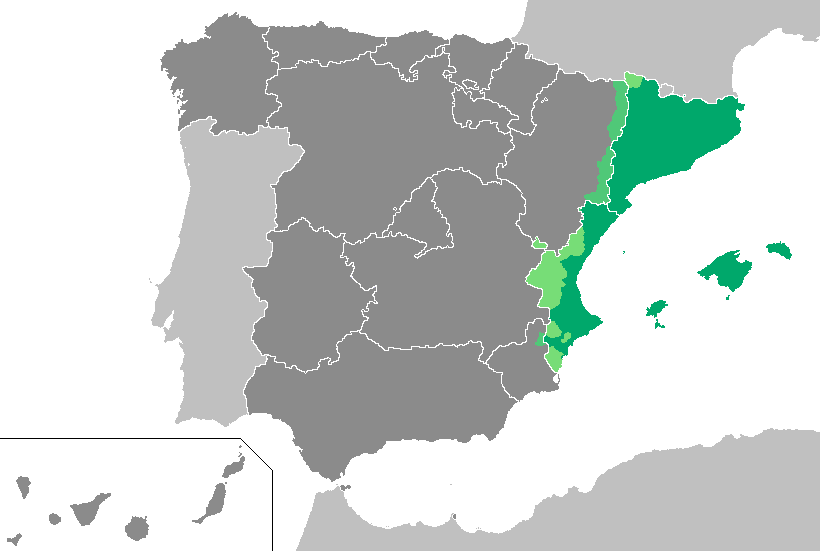
L'idioma català a Espanya
Territoris catalanoparlants on el català és oficial
Territoris catalanoparlants on el català no és oficial
Territoris històricament no catalanoparlants on el català és oficial

El 1983 es va crear TV3, el primer canal de televisió que va emetre íntegrament en català i el primer mitjà de comunicació de masses en aquesta llengua.

El català contemporani, continuador del català modern, és el que més ha patit la pressió del castellà i el que en té més influència, tant des del punt de vista sintàctic com lèxic i, fins i tot, fonètic. Aquesta forta influència de l'espanyol es va accentuar durant el segle XX per la migració massiva cap a Catalunya procedent de regions castellanoparlants de l'Estat espanyol. Aquesta migració, molt ràpida i més nombrosa, no van adoptar al mateix nivell que les anteriors l'ús del català. La influència creixent de l'espanyol sobre la sintaxi i el lèxic del català també té lloc per culpa del procés de minorització de la llengua catalana. És a dir, a banda de la important onada migratòria castellanoparlant que tingué lloc sobretot a partir del 1960, la prohibició del català i l'obligatorietat del castellà per als usos formals provoca que, en molts àmbits socials i fins i tot familiars, ja penetri el castellà. Els àmbits informals sempre havien estat de clar predomini de la llengua catalana, però la persecució del règim franquista i els importants canvis demogràfics, sobretot en les conurbacions industrials de Barcelona i Tarragona, fan accentuar la diglòssia dels catalanoparlants
Després de la mort de Franco (1975), es va iniciar una nova etapa de recuperació lingüística a les àrees incloses a l'Estat espanyol, amb el restabliment de la Generalitat de Catalunya (1977), la Generalitat valenciana (1979) i el Consell Insular (1982) a les Illes Balears. El català va esdevenir cooficial amb el castellà en aquestes tres comunitats autònomes. Capítol a part mereixen les lleis i la situació lingüística en altres estats amb àrees catalanoparlants com l'italià (per a l'Alguer) i el francès (per a la Catalunya Nord). De fet, el català només és oficial a tots els efectes a l'Estat d'Andorra.
Avui dia, l'extensió del català a tota la societat topa amb una sèrie d'obstacles: la majoria dels mitjans de comunicació (canals de televisió, emissores de ràdio, diaris i revistes, etc.) són en castellà, igual que el cinema, els videojocs i molts dels intercanvis econòmics, mentre que la llengua de la ciència i de la tecnologia és, bàsicament, l'anglès.
De tota manera, gràcies a la recuperació del català a l'educació i a la creació de nous mitjans de comunicació en català com TV3, Catalunya Ràdio i nous diaris, el coneixement del català ha augmentat considerablement en els diversos àmbits de la vida social.
Les polítiques lingüístiques catalana, valenciana i balear, no coordinades, han augmentat amb més o menys èxit l'oferta oficial en l'idioma autòcton, tant a l'educació com a les administracions, sobretot a les regionals i locals; el Principat és on aquesta aposta ha estat més ferma, tot i que encara queden àmbits on el català encara no és una llengua normalitzada, com en el món de la justícia, en el cinema, en els videojocs, en els prospectes farmacèutics i en l'etiquetatge de joguines i productes de consum. En el sector privat, sobretot a les illes Balears i al País Valencià, el català és molt feble en els mons econòmic, laboral, científic, tecnològic i comercial. Malgrat avenços palpables, és minoritari a la televisió i a la premsa nacionals, al cinema, als videojocs, a la música i a la literatura –en aquest cas, a pesar d'una forta indústria editorial i d'un nivell creatiu molt considerable–. Gaudeix d'una presència paritària a la ràdio i al teatre al Principat i té bona salut a Internet, en què gaudeix de domini propi (.cat) i hi és la 23a llengua; tot i això, no es pot parlar d'un espai comunicatiu català que superi fronteres regionals i estatals.
Altres circumstàncies no polítiques també afecten el futur del català. L'assignatura pendent es troba al carrer i, sobretot, a les zones urbanes i entre els joves, en què, a diferència del món oficial, en decreix l'ús a favor del castellà, just al contrari del que hi passava durant el franquisme. Una altra assignatura pendent és la normalització del català en àmbits on és pràcticament inexistent, com ho és en el món de la justícia, en el cinema, en els videojocs, en els prospectes farmacèutics i en l'etiquetatge de joguines i productes de consum. Ni tan sols a Catalunya, on ha estat més clar l'esforç normalitzador, no ha conclòs ni ha tingut efectes absoluts. La presència aclaparadora del castellà, el francès i l'italià, molt més forts i reconeguts per motius diversos (polítics, econòmics, històrics, demogràfics, etc.), llasta l'avenç de l'ús social del català i fins i tot n'afecta la genuïnitat lèxica i gramatical.
El futur del català dependrà, entre altres factors, del fet que n'augmenti i se'n coordini l'oferta per part de governs, empreses i entitats, però, també i sobretot, del fet que institucions i persones, catalanòfones o no, vulguin i puguin percebre'l d'una altra manera. Per viure amb garanties a la llarga, caldrà que la societat en conjunt li atorgui una consideració que el faci atractiu associant-lo a la modernitat i al progrés social i, paral·lelament, un estatus que el faci necessari. Dins el cansament col·lectiu fruit de les primeres dècades d'autonomia, i sense una acció pública, privada i cívica vigorosa que el reforci, la pràctica i l'èxit de la militància lingüística individual seran limitats.

### Àmbit educatiu

Banderes dels territoris on es parla la llengua catalana.

Amb la democràcia, es va recuperar la llengua en l'àmbit educatiu. No obstant això, la introducció del català a les aules va ser molt desigual segons el territori. Així, mentre que a Catalunya i a les Balears s'ha adoptat un model lingüístic segons el qual el català és la llengua vehicular principal, al País Valencià s'ha seguit un model radicalment diferent en el qual els pares poden triar, en teoria, la llengua d'escolarització dels fills.
El català va ser apartat de l'àmbit educatiu entre els segles xvii i XX, a mesura que els diversos estats en què la llengua és parlada van imposar l'educació obligatòria en les respectives llengües estatals. No obstant això, els diferents sectors socials del país sempre han estat conscients que l'ensenyament és un àmbit decisiu tant per al progrés del país com per a la vitalitat de la llengua, de manera que les demandes d'introduir el català en l'ensenyament i les queixes pel bandejament van ser freqüents al llarg de tot aquest període.
La situació va començar a canviar, sobretot a Catalunya, a partir del segle xx, amb l'avenç del catalanisme polític, primer de la mà de la Mancomunitat de Catalunya i després de la Generalitat republicana. Efectivament, l'Estatut d'Autonomia de Catalunya de 1932 va introduir per primer cop l'ensenyament del català i en català a tots els nivells de l'ensenyament. Malauradament, el període autonòmic va ser molt curt, però la seva obra va assentar les bases que permetrien que, dècades més tard, sectors de professionals de l'ensenyament mantinguessin la llengua catalana, fins i tot, en plena dictadura franquista, quan la llengua era prohibida i el seu ús perseguit.
La recuperació de la democràcia i de cert grau d'autonomia als territoris catalanòfons inclosos al regne d'Espanya va permetre la recuperació de la llengua en l'àmbit educatiu, un exemple que va ser estímul per a la resta del domini lingüístic. Ara bé, la recuperació ha estat molt desigual arreu del territori i la fragmentació territorial i administrativa fa que avui la posició del català al món educatiu variï enormement segons l'indret al qual es faci referència.

### Mitjans de comunicació en català

Logotip dels 20 anys de TV3.

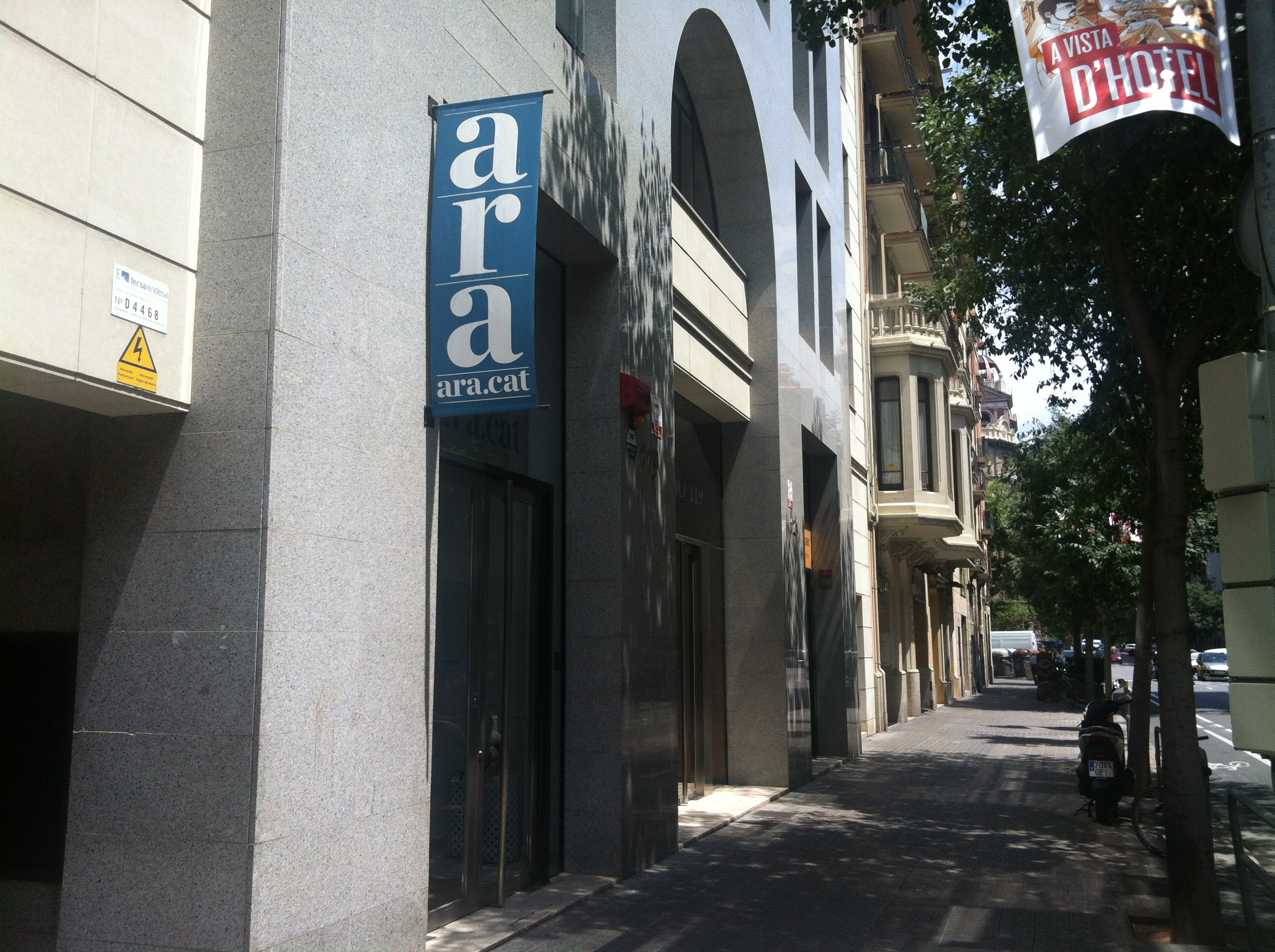
Entrada de les oficines del diari ARA.

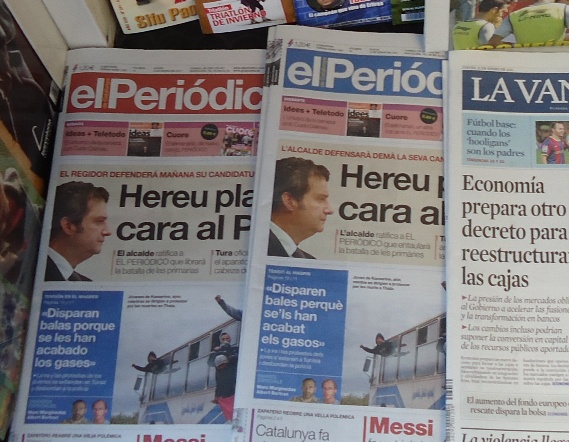
Edicions del diari El Periódico de Catalunya en castellà (capçalera vermella) i en català (capçalera blava).

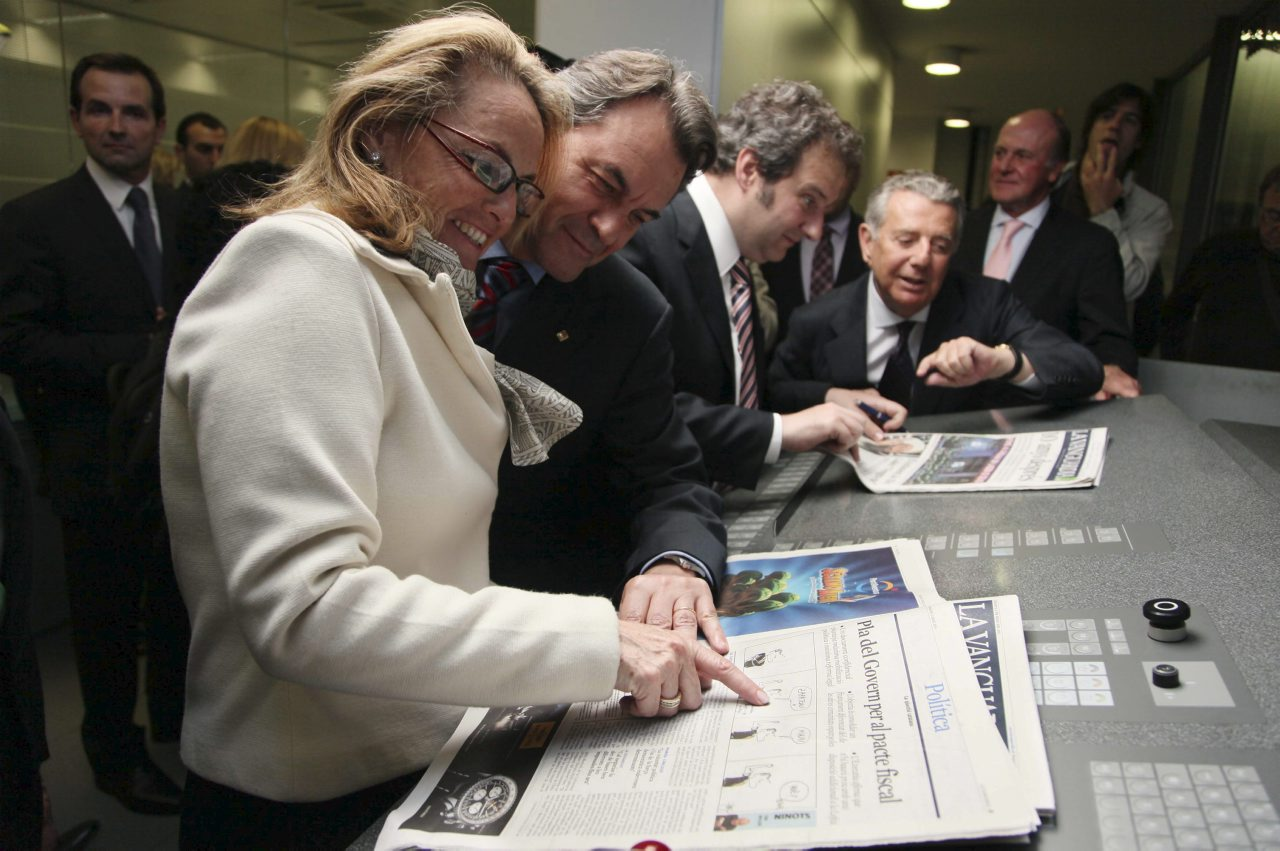
Artur Mas consultant el primer número de La Vanguardia en català.

L'Espai català de comunicació engloba els mitjans de comunicació en català d'arreu. S'usa per referir-se al desenvolupament d'aquests mitjans des de l'inici de la transició democràtica, malgrat l'existència anterior de mitjans en català. El concepte fou formulat per Josep Gifreu i Pinsach a la dècada del 1980 i desenvolupat el 1991 al seu llibre Construir l'espai català de comunicació, elaborat amb les aportacions i reflexions de consultors d'arreu dels Països Catalans.
De finals del segle xix fins a l'ocupació franquista de la major part dels Països Catalans va viure un creixement sostingut, fins a arribar a un sistema de comunicació variat i complet amb diaris locals i generals, especialitzats i generalistes, revistes amb gran presència al quiosc i a la societat, col·leccions de novel·la popular i anuaris variats. Aquests elements feien del català una llengua de comunicació imprescindible. Després de la repressió de la dictadura franquista, amb la recuperació de la democràcia l'espai català de comunicació es va anar refent de manera progressiva. Sobretot a l'inici d'aquest procés les polítiques de comunicació de la Generalitat de Catalunya han tingut un paper destacat amb la creació i el suport als mitjans en català i l'activitat reguladora. Hi ha diverses mocions en aquest sentit com la del 1999 on es posaven les bases normatives per a la promoció d'un espai comunicacional català o la del 8 de juliol de 2011 per a reforçar els mitjans de l'espai català de comunicació. No han tingut el mateix suport sostingut altres territoris amb mitjans en català.
Durant les primeres dècades de la recuperació van tenir un paper preponderant els mitjans de comunicació públics, sobretot TV3, Catalunya Ràdio, Nou Televisió, Com Ràdio i l'ACN i múltiples ràdios i televisions locals en català, fins a l'aparició d'Ona Catalana i Rac1. La premsa en català iniciada pel diari Avui i seguida amb altres mitjans com El Punt, l'edició catalana de El Periódico i La Vanguardia i el diari ARA ha estat majoritàriament en mans privades. A internet el sorgiment fou ràpid a partir de l'aparició de Vilaweb, a qui seguiren Lamalla.cat i el 324.cat entre molts d'altres. Una regressió en aquest creixement de l'espai català de comunicació ha estat el tancament del Nou Televisió i l'amenaça de tancament dels mitjans públics de les Illes Balears.

#### Mitjans que en formen part
Als Països Catalans, existeixen diferents mitjans de comunicació en català, els quals conformen l'anomenat espai català de comunicació. En l'àmbit de la premsa, cal destacar l'edició en català de La Vanguardia i El Periódico de Catalunya, els diaris editats només en català El Punt Avui, Ara, Diari de Balears i L'Esportiu; la nombrosa premsa comarcal en català (Segre, Regió 7, Diari de Girona, El 9 Nou, etc.), les revistes en català (El Temps, Sàpiens, etc.) i els nombrosos diaris digitals en català (VilaWeb, Racó Català, Nació Digital, Ara.cat, 324.cat, etc.). Pel que fa a la ràdio, en destaquen Catalunya Ràdio, Ràdio Nou, IB3 Ràdio i RAC 1 com a emissores generalistes, Catalunya Informació com a emissora d'informació 24 hores, i Catalunya Música, Sí Ràdio, Ràdio Flaixbac, Flaix FM i RAC 105 com a emissores musicals. Finalment, pel que respecta a la televisió, cal fer esment de TV3, IB3 Televisió i 8tv com a canals generalistes i El 33, 3/24, Canal Super3, Esport 3, Barça TV, RAC 105 TV com a canals temàtics. La desaparició de la Radiotelevisió Valenciana deixà un buit encara no cobert al País Valencià.

#### Origen del català als mitjans

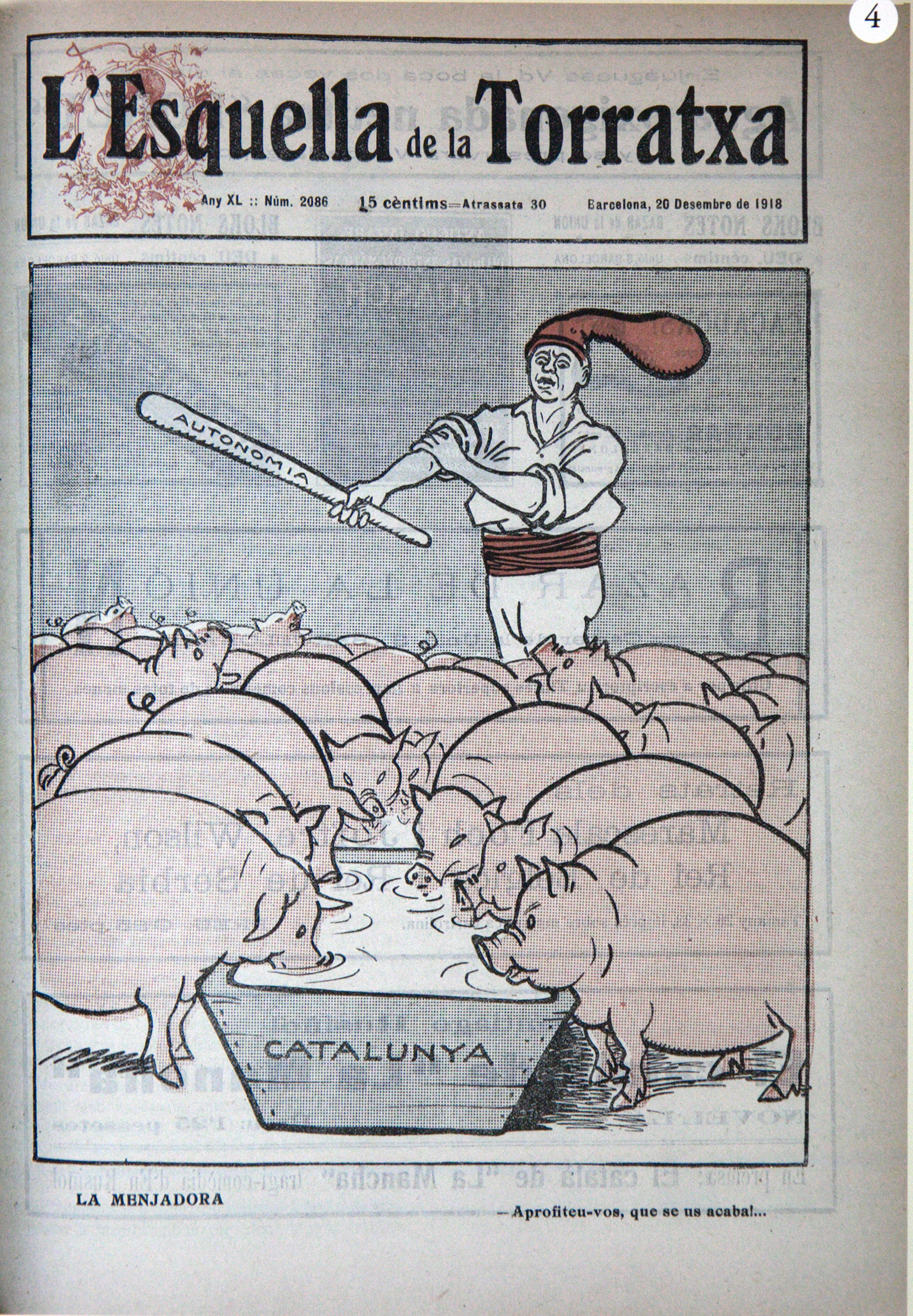
Portada de l'Esquella de la Torratxa del 20/12/1918, quan des de Catalunya es reclamava comptar amb una autonomia. La portada és fortament crítica i satírica amb la dependència econòmica que altres regions d'Espanya tenien amb Catalunya.

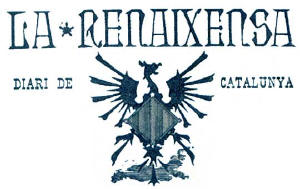
Capçalera de La Renaixensa

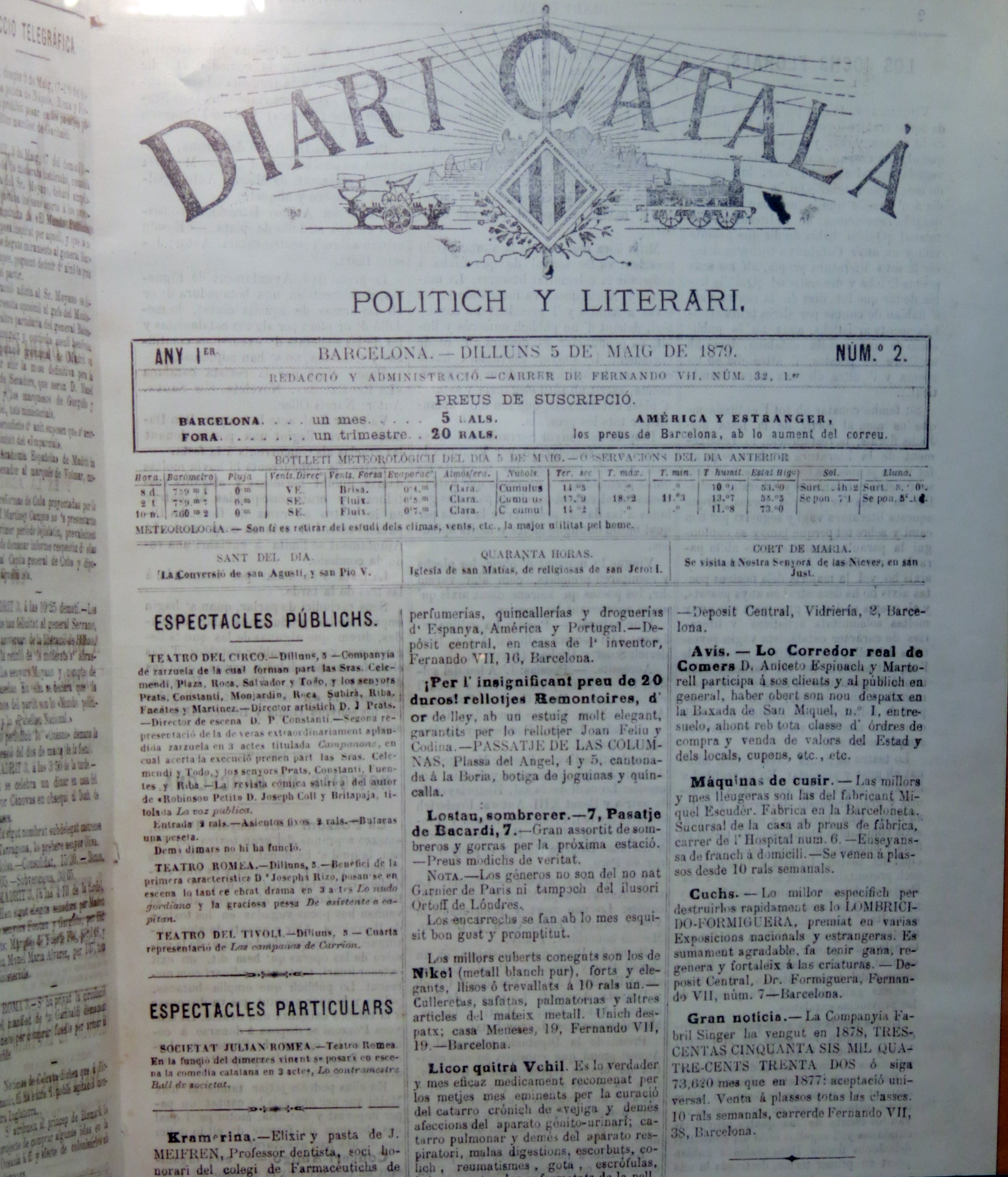
Diari Català

Els orígens de la premsa en català es remunten a l'últim terç del segle xix. És en aquell moment quan van aparèixer setmanaris satírics republicans força populars, com ‘La Campana de Gràcia’ (1870) o ‘L'Esquella de la Torratxa’ (1872), i quan el moviment catalanista de l'època va impulsar capçaleres de premsa diària com ‘Diari Català’ (1879), ‘La Renaixença’ (1882) i ‘La Veu de Catalunya’ (1899), portaveu de la Lliga Regionalista. Una part de la premsa comarcal també va començar a expressar-se en català. Els partits polítics catalanistes de principi del segle xx van crear els seus diaris: ‘El Poble Català’ (1905), d'Esquerra Catalana, o ‘La Publicitat’ (1922), d'Acció Catalana.
La Mancomunitat de Catalunya –un organisme similar a la Generalitat actual però només amb competències en alguns camps com els dels serveis, l'educació i la cultura– va impulsar la reforma ortogràfica unificadora i la normativització de la llengua estàndard catalana. Durant aquells anys, des del 1914 fins al 1923, la premsa en llengua catalana mai va superar en difusió a la feta en castellà, i tant l'una com l'altra no podien arribar a tota la població, perquè una part considerable era analfabeta. El 1915, la premsa diària en català de Barcelona representava el 15% de tota la que es publicava a la ciutat i el 1923 només es publicaven set diaris en català a tot Catalunya, dos a Barcelona. Durant els anys de la Mancomunitat van sorgir moltes revistes especialitzades en català, però el fenomen de masses d'aquell temps, amb tiratges que alguns anys havien superat els 60.000 exemplars, va ser el setmanari infantil i juvenil ‘En Patufet’, creat el 1904.
El general Primo de Rivera, que va imposar una dictadura militar des del 1923 fins al 1930, volia posar fi a la conflictivitat social i afermar la unitat d'Espanya. La repressió del moviment obrer i del catalanisme va provocar com a reacció la creació de força revistes catalanes i de moltes capçaleres de premsa local i comarcal, ja que la dictadura no va arribar a prohibir la publicació en català. En canvi, quan es va posar en marxa Ràdio Barcelona, a final de l'any 1924, la programació es va haver de fer en llengua castellana. Mentre a Catalunya la dictadura posava tota classe d'entrebancs a una ràdio pròpiament catalana de llengua i continguts, a l'Argentina, el 1928, un grup de catalans vinculats al Centre Català de Buenos Aires havia posat en antena el programa dominical en llengua catalana ‘Hora Catalana’, que es transmetia per Ràdio Prieto, propietat d'un català. Aquell espai no va ser només el primer emès en català per una ràdio de fora de Catalunya, sinó que va ser també la primera programació en llengua estrangera feta per les comunitats d'immigrants de tot Amèrica. Anys després se n'hi afegirien d'altres, com ‘Hores Catalanes de Ràdio’, produïdes a l'Uruguai, Xile, Cuba, Mèxic i Veneçuela.
Quan va caure la dictadura del general Primo de Rivera, la ràdio es va catalanitzar de manera progressiva. D'altra banda, l'any 1930 es va crear la primera ràdio en llengua catalana: Ràdio Associació de Catalunya. L'any següent, amb la proclamació de la república catalana, la RAC va tenir un gran seguiment popular i va ser una emissora propera a la Generalitat. Aquells canvis polítics van portar un increment significatiu de la premsa en català. Durant la Segona República, l'any 1933, Barcelona tenia set diaris en català i dotze en castellà, la qual cosa suposava una quarta part del tiratge total.
Abans de la Guerra Civil, a Catalunya existia un sistema de comunicació molt variat i complet: diaris locals i generals, especialitzats i generalistes, revistes amb gran presència al quiosc i a la societat, col·leccions de novel·la popular i anuaris de tota classe. El català era la llengua de comunicació imprescindible per a qualsevol persona mitjanament culta. Hi havia revistes infantils d'èxit, com ‘En Patufet’, d'adults, com ‘Papitu’, humorístiques, com ‘La Campana de Gràcia’ o ‘El Be Negre’, culturals, com ‘Mirador’ o ‘Revista de Catalunya’, i cosmopolites, com ‘D'Ací i d'Allà’. En definitiva, hi havia publicacions heterogènies per a tota mena de públic.